# دونگه کوماریتسه
دونگه کوماریتسه (به صربی: Donje Komarice) یک منطقهٔ مسکونی در صربستان است که در Pivara Municipality واقع شده‌است. دونگه کوماریتسه ۵۴۵ نفر جمعیت دارد.